# Hódmezővásárhely
De stad Hódmezővásárhely (uitspraak: [ˈhoːdmɛzøːvaːʃaːrhɛj]) (Duits: Neumarkt an der Theiß) ligt in zuidoostelijk Hongarije in het comitaat Csongrád-Csanád. Ze ligt op 25 km ten noordoosten van Szeged en op 31 km ten noorden van Makó. De stad ligt op zo'n 83 meter hoogte, ten oosten van de Tisza.
Deze stad was bekend om zijn vele pottenbakkers- en andere volkskunstwerkplaatsen, waar beschilderde meubels of borduurwerk worden gemaakt. De roem van de pottenbakkers zet zich voort in de Majolicafabriek, die ook voor de export produceert. Een paar kilometer buiten het centrum in het Csucsai-pottenbakkershuis aan de Rákáczi utca is werk van bekende pottenbakkers te zien.
Populair waren deze de 'butelas', de vlakke drankflessen met de korte en nauwe hals, die men in de zak kon meenemen. Deze hadden een groenachtige grondglazuur waarin vogel- en bloemversieringen waren verwerkt. Op de rugzijde van de fles stond een klein gedichtje of spreuk met de naam van de eigenaar, die van de pottenbakker en de datum van vervaardiging.
Aan de Szántó Kovács János utca is in het Tornyai János-museum een verzameling te zien met onder meer het bekende plastiek de 'Venus van Kökénydomb'. Verder bevat de schilderijenafdeling werken van regionale meesters, waaronder de schilder waarnaar het museum is vernoemd.
Hoewel de stad meer dan 50.000 inwoners heeft, lijkt ze alleen in het centrum wat stedelijke allure te hebben. Op het Kossuth tér staat, behalve het grote raadhuis, ook de barokke protestantse kerk die 'Oude kerk' wordt genoemd (1713). De laat-barokke, eveneens protestantse kerk op het Kálvin tér heet 'Nieuwe kerk' en dateert van eind 18e eeuw.

## Geboren
- Péter Márki-Zay (9 mei 1972), econoom en politicus
- Éva Risztov (30 augustus 1985), zwemster

## Stedenbanden
Hódmezővásárhely heeft een stedenband met:
- Arad (Roemenië)
- Baia Mare (Roemenië)
- Baja (Hongarije)
- Hechingen (Duitsland)
- Kelmė (Litouwen)
- Senta (Servië)
- Sokobanja (Servië)
- Solotvyno (Oekraïne)
- Tamar (Israël)
- Vallauris (Frankrijk)
- Zgierz (Polen)

Voormalige stedenbanden:
- Haarlemmermeer (Nederland): 1989-2014

Hódmezővásárhely was onder andere de partnerstad van de in Noord-Holland gelegen gemeente Haarlemmermeer. Naar aanleiding van deze stedenband was er in Hoofddorp, de hoofdplaats van Haarlemmermeer, een fontein naar Hódmezővásárhely vernoemd. In 2025 kreeg de fontein vanwege de lastige uitspraak een nieuwe naam: Kruisdorp-fontein.

## Galerie

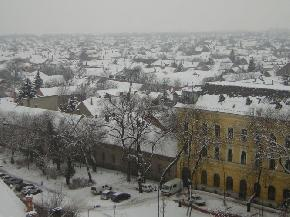
Blik over de stad in de winter
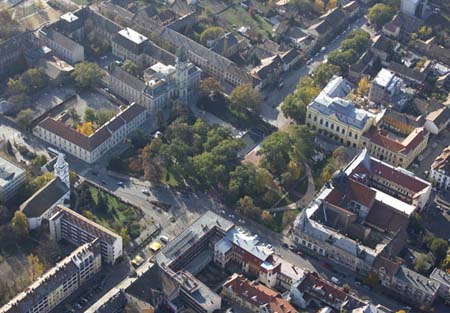
Vogelvlucht van Hódmezővásárhely
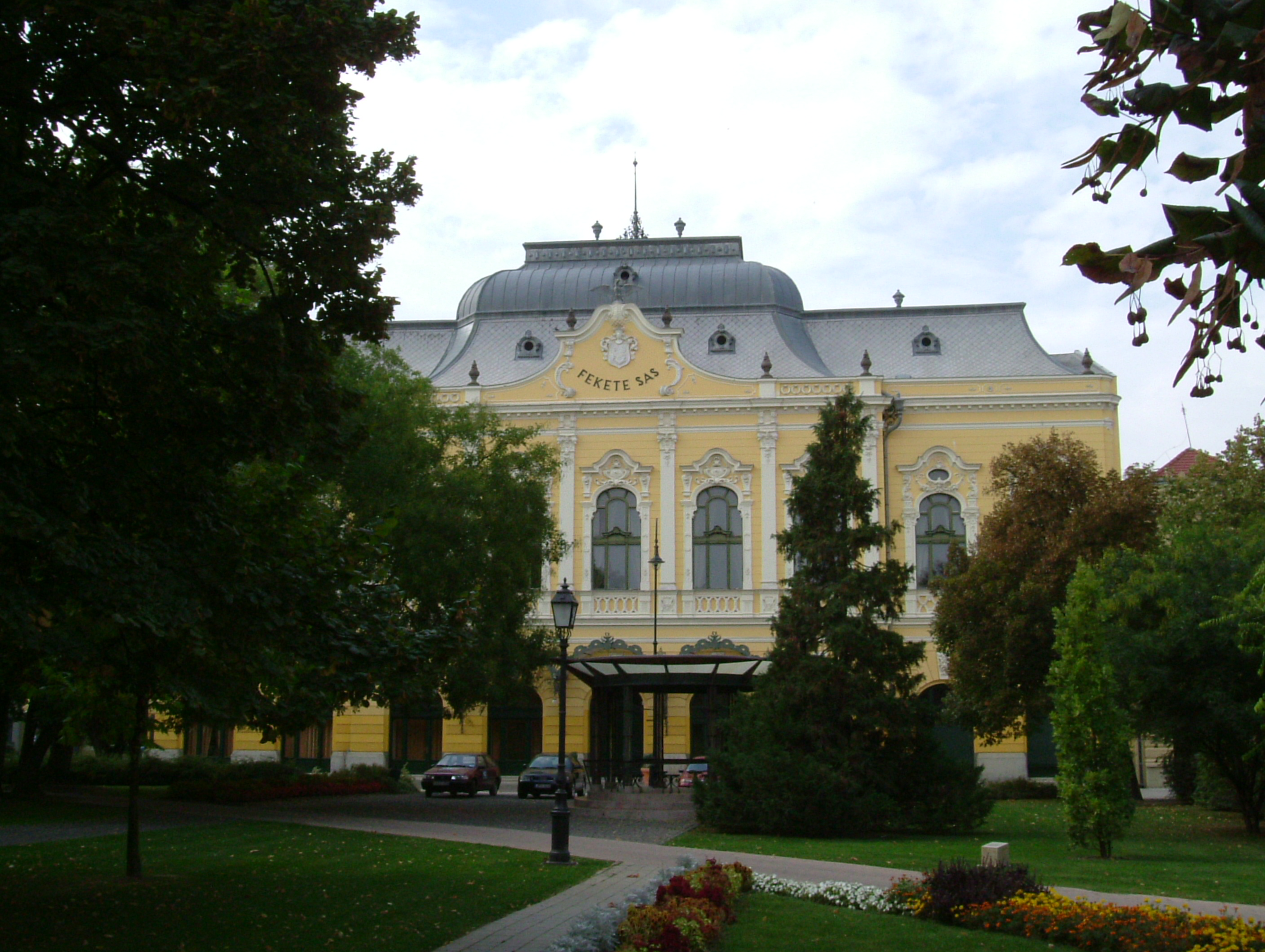
Hotel Fekete  Sas
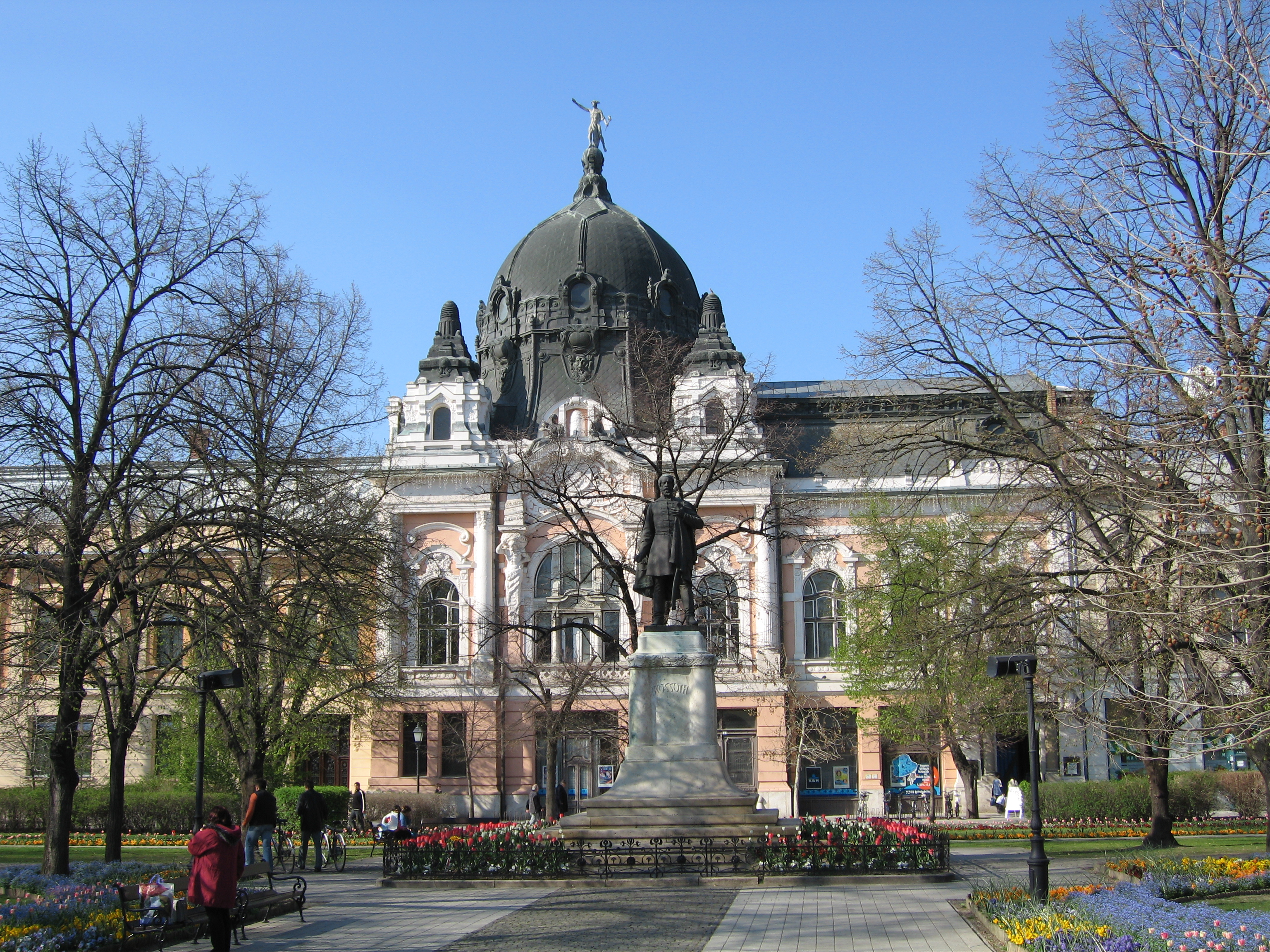
Bankgebouw
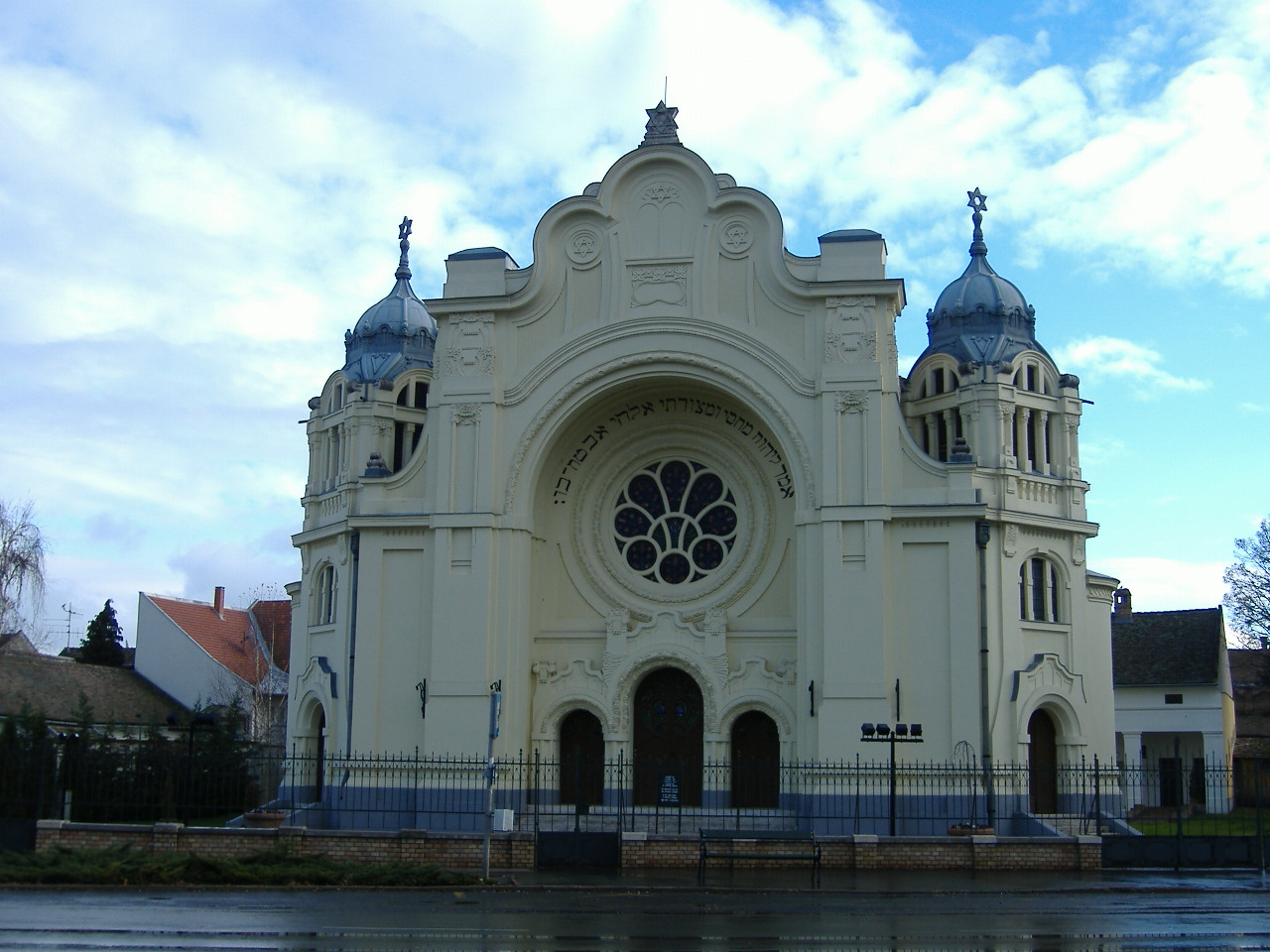
Oude Synagoge